# Kurt Waitzmann
Kurt Friedrich Rudolf Waitzmann (né le 30 janvier 1905 à Sandersdorf et mort le 21 mai 1985 à Berlin) est un acteur allemand.

## Biographie
Waitzmann suit des cours de théâtre à Mannheim à la fin des années 1920, où il fait également ses débuts sur scène ainsi que dans d'autres théâtres à Dessau et Berlin. Il a non seulement joué dans des productions dramatiques, mais aussi dans des comédies musicales, comme Colonel Pickering dans My Fair Lady (Berlin).
En 1937, Waitzmann fait ses débuts au cinéma dans Entreprise Michael de Karl Ritter. Au côté de Gustav Knuth, il joue dans le mélodrame Zwischen Hamburg und Haiti, puis dans l'adaptation réalisée par Erik Ode du roman jeunesse d'aventure de Wilhelm Speyer Kampf der Tertia, dans le drame de Robert Siodmak Tunnel 28 et le film Roman d'une adolescente (Roman einer Siebzehnjährigen) de Paul Verhoeven.
À partir de 1964, son visage devient connu du public du cinéma ouest-allemand principalement par le biais de thrillers basés sur Edgar Wallace. Dans un total de sept films, il joue sous trois réalisateurs différents (Franz Josef Gottlieb, Alfred Vohrer et Harald Reinl) des personnages principalement douteux : La Serrure aux treize secrets, Le Défi du Maltais (tous les deux 1964), Neues vom Hexer, Der unheimliche Mönch (les deux 1965), Le Bossu de Londres (1966), Le Moine au fouet (Der Mönch mit der Peitsche) d'Alfred Vohrer (1967 ) et Le Château des chiens hurlants (1968).
Waitzmann apparaît également dans la deuxième grande série de longs métrages de cinéma de langue allemande dans les années 1960 : dans les films de Karl May Mission dangereuse au Kurdistan (Durchs wilde Kurdistan) de  Franz Josef Gottlieb (1965) et Le Trésor de la vallée de la mort (1968).
Il joue également dans de nombreuses productions télévisées telles que Es ist soweit et Tim Frazer de la série de films de Durbridge.
De plus, il travaille beaucoup comme acteur de doublage à partir de 1950 et prêté sa voix à Eddie Albert (Airport 80 Concorde), Lew Ayres (Battlestar Galactica), Whit Bissell (L'Homme aux colts d'or), Cyril Cusack (La Renarde), James Mason (Le verdict), André Morell (Ben Hur), Harry Morgan (La Ruée vers l'Ouest), Charles Vanel (Trois Frères) et Robert Sterling dans l'adaptation cinématographique de la comédie musicale Show Boat.
Le premier mariage de Waitzmann remonte à 1939 avec sa compagne Anneliese Uhlig et son deuxième mariage avec Waltraud Runze, qui est également actrice et comédienne. Son beau-frère Ottokar Runze s'est fait un nom en tant que réalisateur, acteur et conférencier.

## Filmographie partielle
- 1937 : Entreprise Michael
- 1937 : Permission sur parole
- 1938 : Mordsache Holm
- 1938 : Heiratsschwindler
- 1939 : Mann für Mann
- 1940 : Zwischen Hamburg und Haiti
- 1949 : Verspieltes Leben de Kurt Meisel
- 1949 : Mordprozess Dr. Jordan
- 1950 : Fünf unter Verdacht
- 1950 : Liebe auf Eis
- 1952 : Der Kampf der Tertia d'Erik Ode
- 1953 : Rote Rosen, rote Lippen, roter Wein de Paul Martin
- 1953 : Ich und Du
- 1954 : Hoheit lassen bitten
- 1955 : Roman d'une adolescente (Roman einer Siebzehnjährigen)
- 1956 : Ein Mann muß nicht immer schön sein
- 1957 : Made in Germany - Ein Leben für Zeiss
- 1958 : Terminus amour
- 1958 : Grabenplatz 17
- 1958 : Der Czardas-König
- 1959 : Patricia
- 1960 : La Main rouge (Die Rote Hand) de Kurt Meisel
- 1960 : Ich zähle täglich meine Sorgen
- 1960 : Es ist soweit
- 1961 : Robert und Bertram
- 1961 : Immer Ärger mit dem Bett
- 1962 : Le Secret des valises noires
- 1962 : Tunnel 28
- 1963 : Tim Frazer
- 1964 : La Serrure aux treize secrets
- 1964 : Le Défi du Maltais
- 1965 : Neues vom Hexer
- 1965 : Es geschah in Berlin
- 1965 : Mission dangereuse au Kurdistan (Durchs wilde Kurdistan) de  Franz Josef Gottlieb
- 1965 : Le Moine inquiétant (Der unheimliche Mönch)
- 1966 : Le Bossu de Londres
- 1967 : Le Moine au fouet (Der Mönch mit der Peitsche) d'Alfred Vohrer
- 1968 : Le Château des chiens hurlants
- 1968 : Le Trésor de la vallée de la mort
- 1969 : Goya

## Doublage (sélection)

### Films
- 1949 : Russ Conway dans The Trap
- 1955 : Whit Bissell dans La Maison des otages
- 1957 : Ben Alexander dans Le Salaire du diable
- 1959 : André Morell dans Ben Hur
- 1959 : Hayden Rorke dans Confidences sur l'oreiller
- 1959 : Robert Douglas dans Tarzan, l'homme-singe
- 1962 : Whit Bissell dans Un crime dans la tête
- 1979 : Eddie Albert dans Airport 80 Concorde
- 1980 : John Gielgud dans La Formule
- 1982 : Paul Frees dans La Dernière Licorne

### Séries
- 1967 : John Cater dans Chapeau melon et bottes de cuir
- 1979 : Thayer David dans Drôles de dames
- 1982 : Charles Page dans Dallas
- 1984 : Whit Bissell dans Pour l'amour du risque

## Pièces radiophoniques
- 1947 : John Boynton Priestley : Soudain, une ville ! - Montage et réalisation : Hedda Zinner (Berliner Rundfunk)